# Pseudolasius
Pseudolasius is een geslacht van vliesvleugelige insecten van de familie Mieren (Formicidae).

## Soorten
- P. amaurops Emery, 1922
- P. amblyops Forel, 1901
- P. australis Forel, 1915
- P. badius Viehmeyer, 1916
- P. bidenticlypeus Xu, 1997
- P. binghami Emery, 1911
- P. breviceps Emery, 1887
- P. butteli Forel, 1913
- P. caecus Donisthorpe, 1949
- P. carinatus Karavaiev, 1929
- P. cibdelus Wu & Wang, 1992
- P. circularis Viehmeyer, 1916
- P. emeryi (Forel, 1915)
- P. fallax Emery, 1911
- P. familiaris (Smith, F., 1860)
- P. hummeli Stitz, 1934
- P. isabellae Forel, 1908
- P. jacobsoni Crawley, 1924
- P. karawajewi Donisthorpe, 1942
- P. lasioides Wheeler, W.M., 1927
- P. leopoldi Santschi, 1932
- P. liliputi Forel, 1913
- P. longiscapus Wang & Zhao, 2009
- P. ludovici Forel, 1913
- P. machhediensis Bharti, Gul & Sharma, 2012
- P. martini Forel, 1911
- P. mayri Emery, 1911
- P. minor Donisthorpe, 1947
- P. minutissimus Forel, 1913
- P. minutus Emery, 1896

- P. overbecki Viehmeyer, 1914
- P. pallidus Donisthorpe, 1949
- P. pheidolinus Emery, 1887
- P. pygmaeus Forel, 1913
- P. risii Forel, 1894
- P. salvazai Santschi, 1920
- P. sauteri Forel, 1913
- P. sexdentatus Donisthorpe, 1949
- P. silvestrii Wheeler, W.M., 1927
- P. similus Zhou, 2001
- P. streesemanni Viehmeyer, 1914
- P. sumatrensis (Mayr, 1883)
- P. sunda Karavaiev, 1929
- P. tenuicornis Emery, 1897
- P. trimorphus Karavaiev, 1929
- P. typhlops Wheeler, W.M., 1935
- P. waigeuensis Donisthorpe, 1943